# 2013–2014-es négysánc-verseny
A 2013–2014-es négysánc-verseny, a 2013–2014-es síugró-világkupa részeként került megrendezésre, melyet hagyományosan Oberstdorfban, Garmisch-Partenkirchenben (Németország), valamint Innsbruckban és Bischofshofenben (Ausztria) tartottak 2013. december 29. és 2014. január 6. között.
A torna győztese az osztrák Thomas Diethart lett, megelőzve honfitársát Thomas Morgensternt és a svájci Simon Ammannt.

## Eredmények

### Oberstdorf
Schattenbergschanze HS 137

2013. december 29.
| Helyezés | Név                | Nemzetiség | 1. ugrás (m) | 2. ugrás (m) | Pontok | Összetett pontok | Világkupa összetett pontok |
| -------- | ------------------ | ---------- | ------------ | ------------ | ------ | ---------------- | -------------------------- |
| 1        | Simon Ammann       | Svájc      | 139.0        | 133.0        | 301.9  | 301.9 (1)        | 344 (4)                    |
| 2        | Anders Bardal      | Norvégia   | 133.0        | 133.5        | 297.9  | 297.9 (2)        | 391 (2)                    |
| 3        | Thomas Diethart    | Ausztria   | 139.0        | 134.5        | 297.3  | 297.3 (3)        | 150 (17)                   |
| 3        | Peter Prevc        | Szlovénia  | 139.5        | 134.0        | 297.3  | 297.3 (3)        | 194 (13)                   |
| 5        | Thomas Morgenstern | Ausztria   | 132.0        | 134.5        | 296.8  | 296.8 (5)        | 266 (7)                    |

### Garmisch-Partenkirchen
Große Olympiaschanze HS 142

2014. január 1.
| Helyezés | Név                | Nemzetiség  | 1. ugrás (m) | 2. ugrás (m) | Pontok | Összetett pontok | Világkupa összetett pontok |
| -------- | ------------------ | ----------- | ------------ | ------------ | ------ | ---------------- | -------------------------- |
| 1        | Thomas Diethart    | Ausztria    | 141.0        | 140.5        | 296.1  | 593.4 (1)        | 250 (10)                   |
| 2        | Thomas Morgenstern | Ausztria    | 139.0        | 139.0        | 285.1  | 581.9 (2)        | 346 (5)                    |
| 3        | Simon Ammann       | Svájc       | 133.5        | 139.0        | 278.5  | 580.4 (3)        | 404 (4)                    |
| 4        | Anders Fannemel    | Norvégia    | 138.0        | 136.5        | 275.7  | 275.7 (36)       | 128 (21)                   |
| 5        | Andreas Wellinger  | Németország | 134.0        | 134.5        | 267.2  | 510.4 (16)       | 306 (6)                    |

### Innsbruck
Bergiselschanze HS 130

2014. január 4.
| Helyezés | Név                   | Nemzetiség    | 1. ugrás (m) | Pontok | Összetett pontok | Világkupa összetett pontok |
| -------- | --------------------- | ------------- | ------------ | ------ | ---------------- | -------------------------- |
| 1        | Anssi Koivuranta      | Finnország    | 132.5        | 127.5  | 515.1 (23)       | 126 (22)                   |
| 2        | Simon Ammann          | Svájc         | 133.5        | 126.3  | 706.7 (2)        | 484 (2)                    |
| 3        | Kamil Stoch           | Lengyelország | 126.5        | 126.2  | 663.1 (8)        | 526 (1)                    |
| 4        | Gregor Schlierenzauer | Ausztria      | 131.5        | 125.4  | 671.8 (7)        | 463 (3)                    |
| 5        | Thomas Diethart       | Ausztria      | 126.5        | 122.7  | 716.1 (1)        | 295 (9)                    |

### Bischofshofen
Paul-Ausserleitner-Schanze HS 142

2014. január 6.
| Helyezés | Név                | Nemzetiség | 1. ugrás (m) | 2. ugrás (m) | Pontok | Összetett pontok | Világkupa összetett pontok |
| -------- | ------------------ | ---------- | ------------ | ------------ | ------ | ---------------- | -------------------------- |
| 1        | Thomas Diethart    | Ausztria   | 138.5        | 140.0        | 296.5  | 1012.6 (1)       | 395 (6)                    |
| 2        | Peter Prevc        | Szlovénia  | 139.5        | 138.5        | 294.8  | 971.3 (4)        | 327 (10)                   |
| 3        | Thomas Morgenstern | Ausztria   | 137.0        | 142.0        | 293.6  | 994.3 (2)        | 438 (5)                    |
| 4        | Simon Ammann       | Svájc      | 137.5        | 137.0        | 285.7  | 992.4 (3)        | 534 (2)                    |
| 5        | Kaszai Noriaki     | Japán      | 133.5        | 137.5        | 281.0  | 962.1 (5)        | 386 (7)                    |

## Végeredmény
Összetett végeredmény
| Helyezés | Név                   | Nemzetiség    | Oberstdorf | Garmisch- Partenkirchen | Innsbruck  | Bischofshofen | Pontok |
| -------- | --------------------- | ------------- | ---------- | ----------------------- | ---------- | ------------- | ------ |
| 1        | Thomas Diethart       | Ausztria      | 297.3 (3)  | 296.1 (1)               | 122.7 (5)  | 296.5 (1)     | 1012.6 |
| 2        | Thomas Morgenstern    | Ausztria      | 296.8 (5)  | 285.1 (2)               | 118.8 (8)  | 293.6 (3)     | 994.3  |
| 3        | Simon Ammann          | Svájc         | 301.9 (1)  | 278.5 (3)               | 126.3 (2)  | 285.7 (4)     | 992.4  |
| 4        | Peter Prevc           | Szlovénia     | 297.3 (3)  | 257.1 (18)              | 122.1 (6)  | 294.8 (2)     | 971.3  |
| 5        | Kaszai Noriaki        | Japán         | 294.5 (6)  | 265.3 (6)               | 121.3 (7)  | 281.0 (5)     | 962.1  |
| 6        | Anders Bardal         | Norvégia      | 297.9 (2)  | 260.6 (13)              | 113.7 (14) | 278.4 (6)     | 950.6  |
| 7        | Kamil Stoch           | Lengyelország | 272.0 (13) | 264.9 (7)               | 126.2 (3)  | 275.1 (8)     | 938.2  |
| 8        | Gregor Schlierenzauer | Ausztria      | 281.6 (9)  | 264.8 (8)               | 125.4 (4)  | 260.2 (18)    | 932.0  |
| 9        | Michael Hayböck       | Ausztria      | 284.6 (7)  | 253.2 (24)              | 102.3 (34) | 266.7 (14)    | 906.8  |
| 10       | Andreas Wellinger     | Németország   | 243.2 (29) | 267.2 (5)               | 112.0 (18) | 273.3 (9)     | 895.7  |